# Идоложертвенное

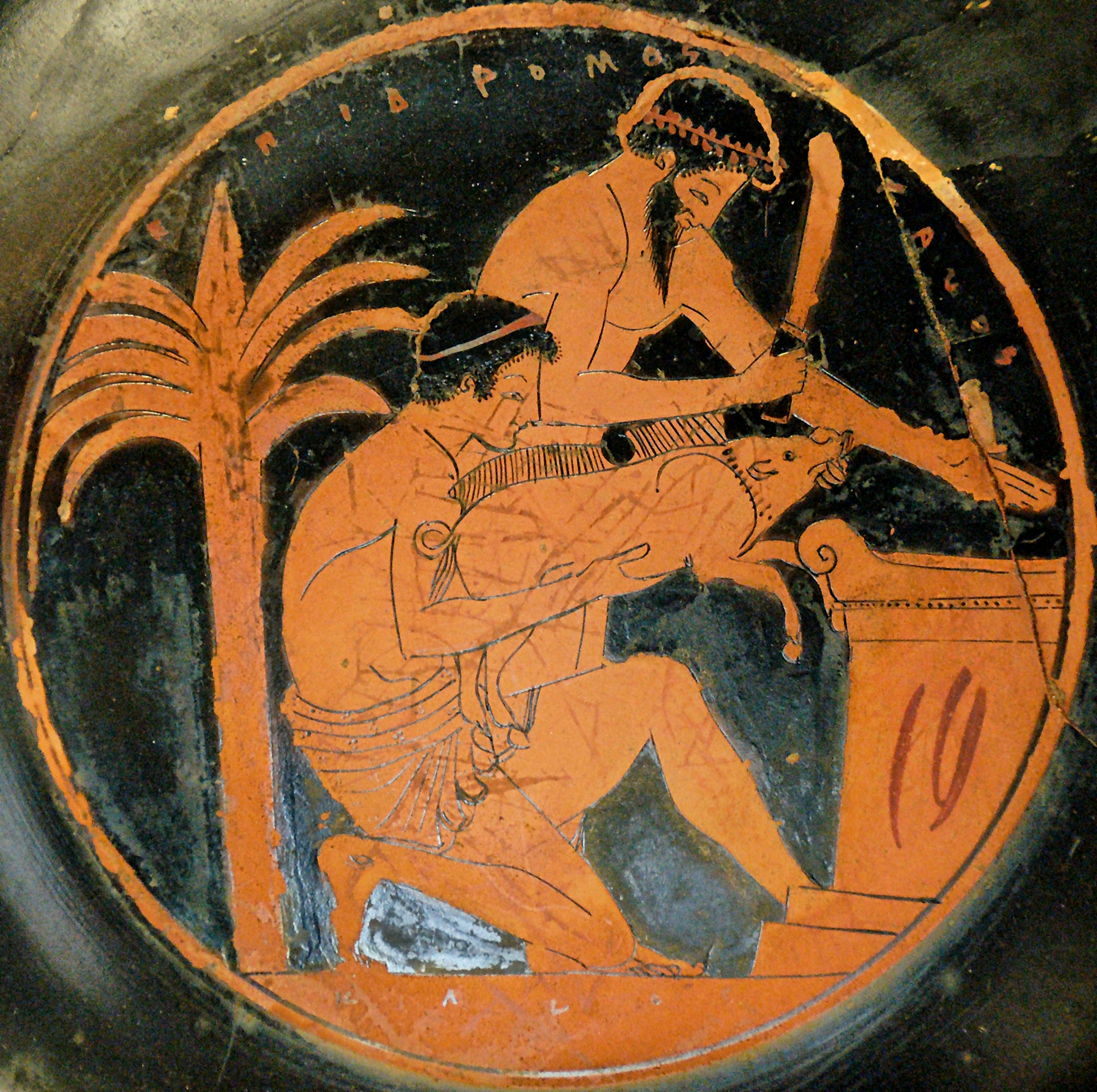
Принесение в жертву поросёнка в Древней Греции (тондо, краснофигурная вазопись, 510—500 до н. э., Аполлодор, коллекция Лувра)

Идоложе́ртвенное (др.-греч. εἰδωλόθυτον; лат. idolothytis; др.-рус. идоложьртвьнъιи) — продукты, которые приносили в жертву или посвящали языческим богам, то есть идолам. В число идоложертвенных входили мясо, кровь животных, мука, елей, вино и плоды.
Запрет на вкушение идоложертвенного был установлен для иудеев в Ветхом Завете, он изложен в Книге Исход:
Не вступай в союз с жителями той земли, чтобы, когда они будут блудодействовать вслед богов своих и приносить жертвы богам своим, не пригласили и тебя, и ты не вкусил бы жертвы их (Исх. 34:15).
Членами первой христианской общины были исключительно иудеи, они продолжали соблюдать предписания Ветхого Завета (Закон Моисея), в том числе и запрет на идоложертвенное. Язычник Корнилий сотник был обращён в христианство и крещён апостолом Петром. После обращения Корнилия к христианской общине начали присоединяться и другие язычники, и возник вопрос, должны ли язычники, перешедшие в христианство, соблюдать все предписания Закона Моисея: обрезание, жертвоприношение животных в Храме, левират, а также множества обрядовых ритуалов, введённых книжниками и фарисеями в религиозную жизнь иудеев. Около 49 года в Иерусалиме был созван собор, в котором приняли участие апостолы, и на котором было принято решение, что для крещёных язычников достаточно воздержания от идоложертвенного, крови, удавленины и блуда, а также запрещалось верующим делать другим того, чего себе не хотят.
С запретом употребления идоложертвенного существовали определённые трудности. Христиане покупали продукты «на торгу» (1Кор. 10:25), среди продаваемых товаров были и идоложертвенные, так как большая часть из приносимого идолам шло на продажу. Апостол Павел, объясняя запрет на идоложертвенное, писал, чтобы христиане всё продаваемое ели без всякого исследования (1Кор. 10:25). Такую же рекомендацию апостол давал по отношению к угощениям, которые предлагали христианам, пришедшим в гости к язычникам (1Кор. 10:27). Если же хозяин дома объявлял, что предложенное угощение — идоложертвенное, то в этом случае христианин должен отказаться от угощения ради объявившего и ради совести (1Кор. 10:28). Что касается участия христиан в языческой праздничной трапезе, на которой еда состояла исключительно из идоложертвенных яств, то требование было безоговорочным:
Не можете пить чашу Господню и чашу бесовскую; не можете быть участниками в трапезе Господней и в трапезе бесовской (1Кор. 10:21).
На Анкирском соборе 314 года были приняты каноны (4—9), согласно которым необходимо накладывать на христиан епитимии за вкушение идоложертвенного в зависимости от обстоятельств, участвовавшим в языческих жертвоприношениях по малодушию, но с радостным лицом и в праздничных одеждах — 6 лет покаяния и отлучение от причастия (один год — в числе слушающих Писания, три года — в числе припадающих, два года имели общение в молитве без причастия); участвовавшим со скорбью и не евшим идоложертвенного — 5 лет (три года — в числе припадающих, два года имели общение в молитве без причастия); не евшим идоложертвенную пищу, но присутствующим на трапезе — три года покаяния (два года — в числе припадающих, один год имели общение в молитве без причастия), понуждающим других есть идоложертвенное — 10 лет (три года — в числе слушающих писания, 6 лет — в числе припадающих, один год имели общение в молитве без причастия).